# Megastomatohyla nubicola
Megastomatohyla nubicola là một loài ếch trong họ Nhái bén. Loài này đặc hữu México.
Môi trường sinh sống tự nhiên của chúng ở sông và montane ẩm nhiệt đới hoặc cận nhiệt đới. Chúng bị đe dọa bởi quá trình mất môi trường sống.